# Ligne de tramway 262
La ligne 262 est une ancienne ligne de tramway de la Société nationale des chemins de fer vicinaux (SNCV).

## Histoire
Les voies sont démontées au cours de l'année 1951 entre Brasschaat et Saint-Léonard ainsi qu'entre Oostmalle et Westerlo.